# Dolmens van Antequera

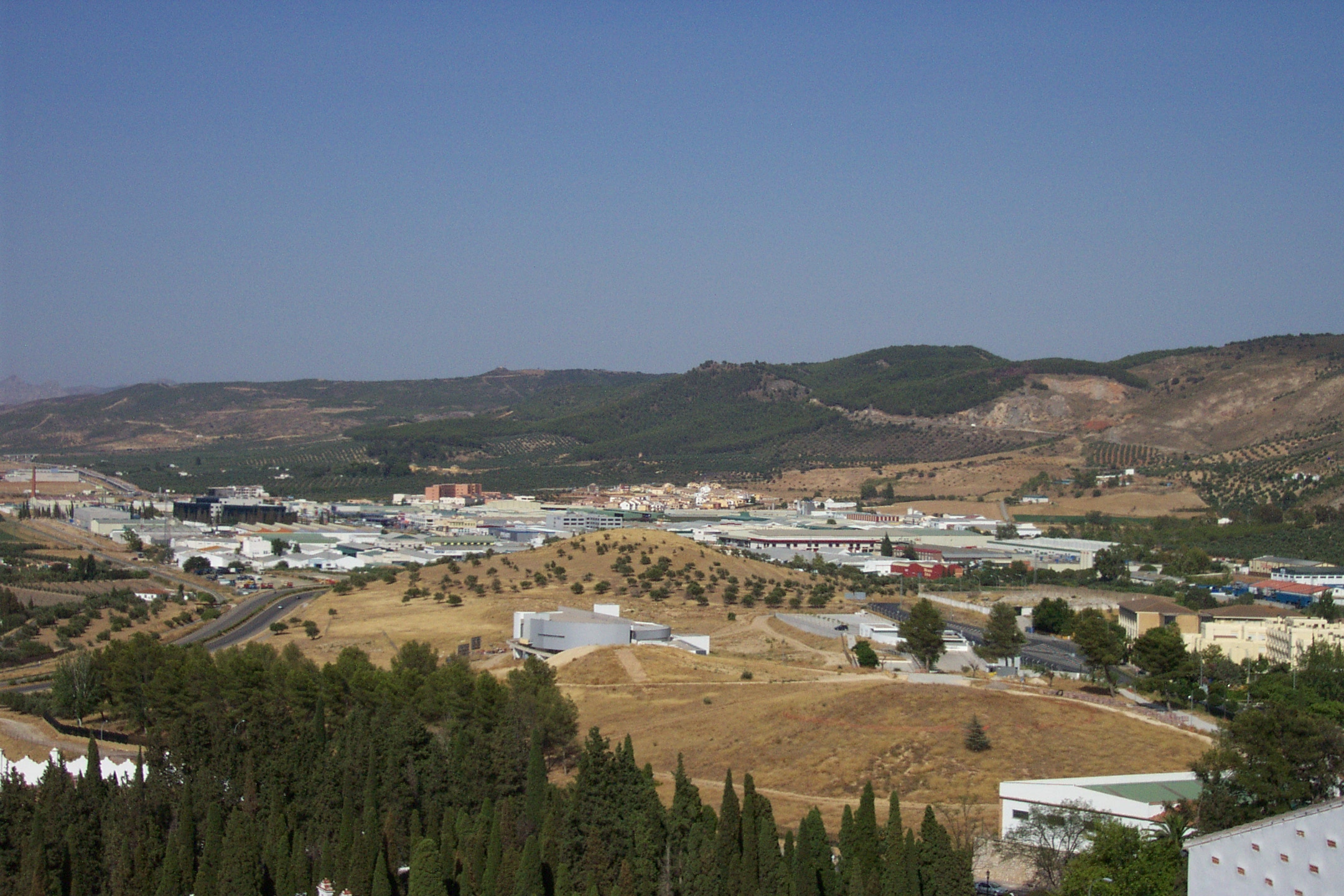
Zicht op het terrein

De Dolmens van Antequera (Spaans: Sitio de los Dólmenes de Antequera) is een culturele erfgoedsite in de stad Antequera in de provincie Málaga, Spanje.
De locatie, gelegen in het hart van Andalusië in Zuid-Spanje, omvat drie megalitische monumenten: de dolmens van Menga en Viera en de tolos van El Romeral, en twee natuurlijke monumenten: de 880 m hoge Peña de los Enamorados en het kartstgebied van El Torcal, twee markante bergformaties in het gebied. De monumenten die gebouwd zijn in het Neolitische tijdperk en de Bronstijd, bestaan uit grote stenen blokken die kamers vormen waarvan de daken bestaan uit lateien of valse koepels. De drie tombes die begraven lagen onder de originele aarden grafheuvels behoren tot de meest opmerkelijke architecturale bouwwerken van de Europese prehistorie. Ze vormen een van de meest belangrijke voorbeelden van Europees Megalithisme. Om die redenen werden de dolmens in juli 2016 tijdens de 40e sessie van de Commissie voor het Werelderfgoed erkend als cultureel werelderfgoed en toegevoegd aan de UNESCO werelderfgoedlijst.
Alhambra, Generalife en Albaicín, Granada ·
Kathedraal van Burgos ·
Historisch centrum van Córdoba ·
Klooster en plaats van het Escorial, Madrid ·
Werken van Gaudí ·
Grot van Altamira en de paleolithische grotkunst van Noord-Spanje ·
Monumenten van Oviedo en het koninkrijk Asturië ·
Oude stad Ávila met de Kerken-buiten-de-Muren ·
Oude stad Segovia en aquaduct ·
Santiago de Compostella (oude stad) ·
Nationaal park Garajonay ·
Historische stad Toledo ·
Mudéjararchitectuur van Aragón ·
Oude stad Cáceres ·
Kathedraal, Alcázar en Archivo General de Indias in Sevilla ·
Oude stad Salamanca ·
Klooster van Poblet ·
Archeologisch ensemble van Mérida ·
Pelgrimsroute naar Santiago de Compostella ·
Koninklijk klooster van Santa Maria de Guadalupe ·
Nationaal park Doñana ·
Historische ommuurde stad Cuenca ·
La Lonja de la Seda van Valencia ·
Las Médulas ·
Palau de la Música Catalana en Hospital de Sant Pau, Barcelona ·
Monte Perdido ·
Kloosters van San Millán Yuso en Suso ·
Prehistorische rotskunst in de Coa Vallei en de Siega Verde ·
Rotskunst van het Middellandse Zeebekken op het Iberisch Schiereiland ·
Universiteit en historische parochie van Alcalá de Henares ·
Ibiza, biodiversiteit en cultuur ·
San Cristóbal de La Laguna ·
Archeologisch ensemble van Tarraco ·
Archeologisch Atapuerca ·
Catalaanse romaanse kerken van de Vall de Boí ·
Palmeral van Elche ·
Romeinse muur van Lugo ·
Cultuurlandschap van Aranjuez ·
Monumentale renaissance-ensembles van Úbeda en Baeza ·
Vizcayabrug ·
Oude en voorhistorische beukenbossen van de Karpaten en andere regio's van Europa ·
Nationaal park El Teide ·
Herculestoren ·
Cultuurlandschap van de Serra de Tramuntana ·
Erfgoed van kwik. Almadén en Idrija ·
Dolmens van Antequera ·
Kalifaatstad Medina Azahara ·
Cultuurlandschap van de Risco Caído en de heilige bergen van Gran Canaria  ·
Paseo del Prado en Parque del Buen Retiro, een landschap van kunst en wetenschap